# Liste der denkmalgeschützten Objekte in Tristach
Die Liste der denkmalgeschützten Objekte in Tristach enthält die 4 unbeweglichen denkmalgeschützten Objekte der Gemeinde Tristach im Bezirk Lienz (Tirol).

## Denkmäler
| Foto |                 | Denkmal                                                                    | Standort                                           | Beschreibung | Metadaten |
| ---- | --------------- | -------------------------------------------------------------------------- | -------------------------------------------------- | --- | --- |
| ja   | Datei hochladen | Kath. Pfarrkirche hl. Laurentius HERIS-ID: 6645 Objekt-ID: 2525 TKK: 19606 | neben Dorfstraße 20 Standort KG: Tristach          | Die klassizistische Kirchenbau wurde zu Beginn des 19. Jahrhunderts unter Einbeziehung des mittelalterlichen Chors und Nordturms nach Plänen von Thomas Mayr errichtet. | BDA-Hist.: Q37921163 Status: § 2a Stand der BDA-Liste: 2025-06-30 Name: Kath. Pfarrkirche hl. Laurentius GstNr.: 2220, 255 Pfarrkirche Tristach |
| ja   | Datei hochladen | Widum HERIS-ID: 6646 Objekt-ID: 2526 TKK: 36920                            | Dorfstraße 39 Standort KG: Tristach                | Der zweigeschoßige, schlichte Bau mit Satteldach fiel 1898 einem schweren Brand zum Opfer, bei dem jedoch die Mauern erhalten blieben. | BDA-Hist.: Q37921282 Status: § 2a Stand der BDA-Liste: 2025-06-30 Name: Widum GstNr.: 2219 Pfarrhaus Tristach                                   |
| ja   | Datei hochladen | Bildstock, Peststöckl HERIS-ID: 6647 Objekt-ID: 2527 TKK: 19620            | gegenüber Lavanter Straße 25 Standort KG: Tristach | Das Peststöckl am westlichen Ortseingang wurde 1636 ursprünglich als Peststöckl errichtet und 1809 nach der Verschonung vor der Brandschatzung durch die Franzosen durch das Einschreiten des Pfarrers Johann Nepomuk Stanislaus Altenhuber diesem gewidmet. | BDA-Hist.: Q37921324 Status: § 2a Stand der BDA-Liste: 2025-06-30 Name: Bildstock, Peststöckl GstNr.: 589 Peststöckl Tristach                   |
| ja   | Datei hochladen | Kalerhof/Lanzenhof HERIS-ID: 6648 Objekt-ID: 2528 TKK: 19615, 19614        | Seebachstraße 6 Standort KG: Tristach              | Die Paarhofanlage aus der Spätbarockzeit wurde bereits 1575 als Lanzerhof urkundlich genannt und besteht aus einem Wohnhaus mit angebautem Herrenhaus sowie einem Wirtschaftsgebäude. Das zweigeschoßige Wohnhaus mit Satteldach, Söller und traufseitig erschlossenem Seitenflurgrundriss stammt aus dem 17. Jahrhundert, das Herrenhaus aus der Mitte des 19. Jahrhunderts. | BDA-Hist.: Q37921379 Status: Bescheid Stand der BDA-Liste: 2025-06-30 Name: Kalerhof/Lanzenhof GstNr.: 300 Kalerhof                             |